# Tevere
Il Tevere (chiamato anticamente prima Albula, poi Thybris ed infine Tiberis) è il principale fiume dell'Italia centrale e peninsulare; con 405 km di corso è il terzo fiume italiano per lunghezza (dopo il Po e l'Adige). Secondo solo al Po per ampiezza del bacino idrografico (17375 km²), con 324 m³/s di portata media annua alla foce è anche il terzo corso d'acqua nazionale (dopo il Po e il Ticino) per volume di trasporto. Inoltre è il primo fiume appenninico per lunghezza e portata. Bagna direttamente 4 regioni (Emilia-Romagna, Toscana, Umbria e Lazio), 8 province (Forlì-Cesena, Rimini, Arezzo, Perugia, Terni, Viterbo, Rieti e Roma) ed 82 comuni della Valle del Tevere, tra cui Perugia e Roma.

## Il nome
L'antico idronimo del fiume era Albula, per la tradizione in riferimento al colore chiaro delle sue acque bionde. Un altro antico nome del Tevere è stato Rumon, di origine etrusca, da molti collegato al nome di Roma.
Il nome attuale deriverebbe secondo la tradizione dal re latino Tiberino Silvio, che vi sarebbe annegato. Secondo Virgilio, invece, già gli Etruschi lo chiamavano Thybris. (Θύβρις in greco antico)

## Descrizione

### Il corso

Diagramma degli affluenti del Tevere

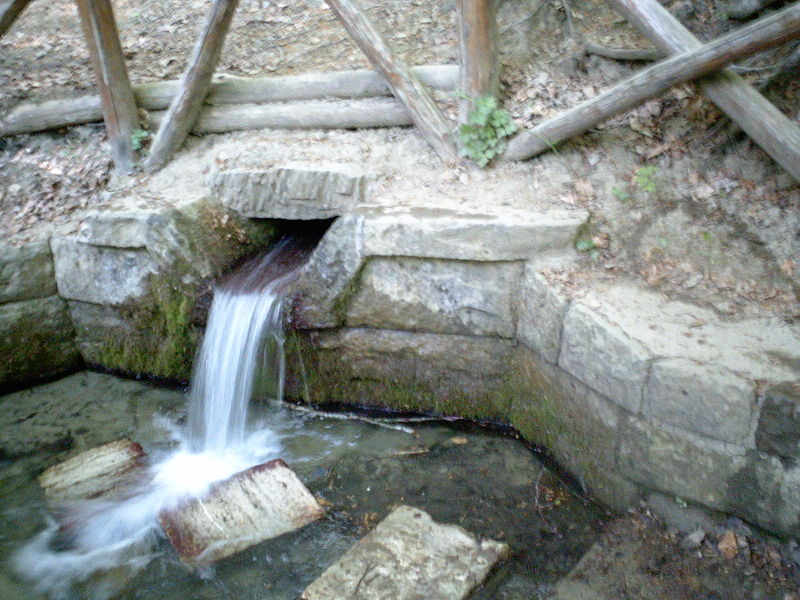
Sorgente del Tevere su Monte Fumaiolo

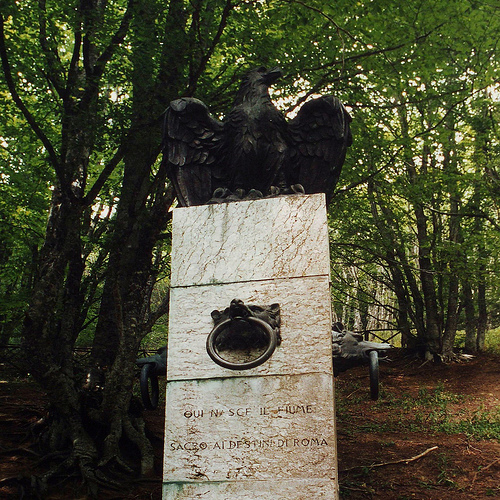
Colonna in travertino alla sorgente del Tevere

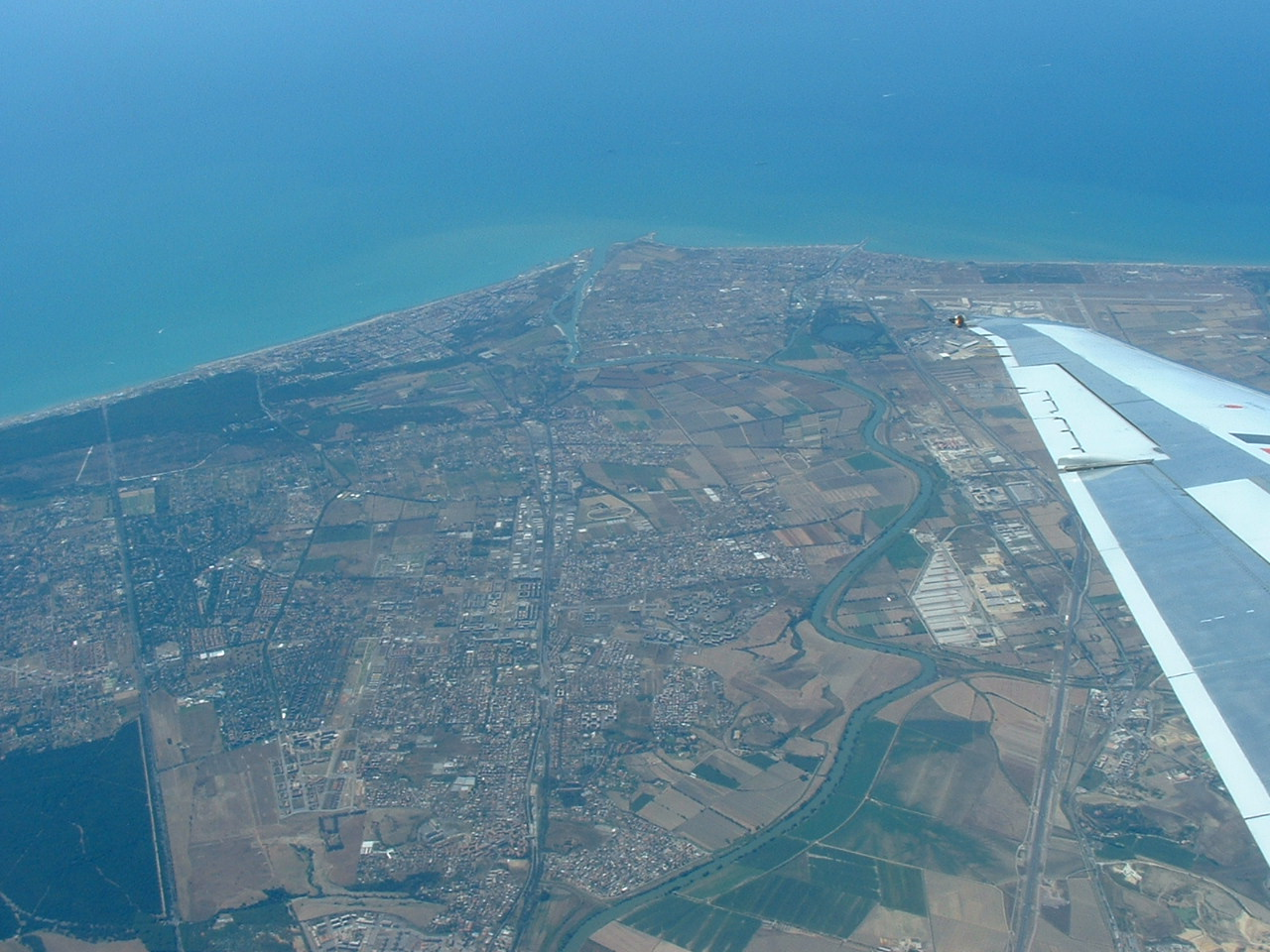
Vista aerea della foce del Tevere

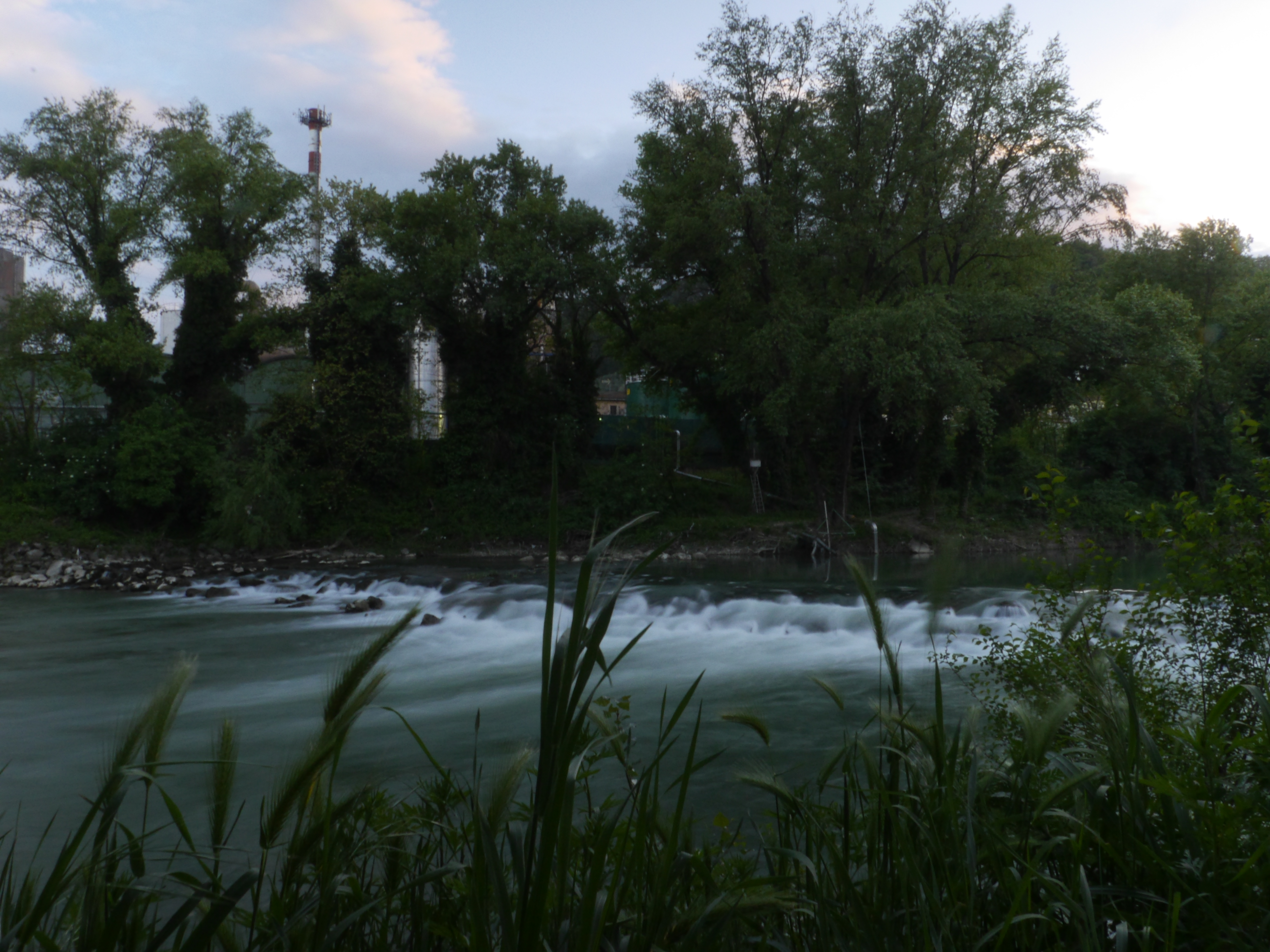
Il Tevere alle porte di Perugia

La sorgente del fiume Tevere si trova sulle pendici del Monte Fumaiolo a 1268 m s.l.m., sul lato che volge verso la Toscana, vicino alle Balze, frazione del comune di Verghereto (in provincia di Forlì-Cesena).
Fu Mussolini che nel 1923 fece spostare i confini regionali, includendo il monte Fumaiolo e la cosiddetta Romagna Toscana nella regione a est dell'Appennino: ciò per assecondare il suo desiderio che le sorgenti del Tevere si trovassero nel Forlivese, sua provincia di origine. Accanto alla sorgente nel 1934 è stata posta una colonna di travertino, dove appaiono tre teste di lupo e sovrastata da un'aquila rivolta verso Roma (simbolo imperiale riutilizzato in epoca fascista), con incisa la frase retorica Qui nasce il fiume sacro ai destini di Roma.
Questo è lo schema dei 405 km di corso del suo percorso dall'Appennino al Tirreno:
- a pochi chilometri dalla sorgente, il Tevere lascia la Romagna (ossia la provincia di Forlì-Cesena) ed entra in Toscana (nella provincia di Arezzo), attraversandola per un breve tratto con regime torrentizio. Tra Pieve Santo Stefano e Sansepolcro, assieme a tre affluenti minori, dà vita al lago di Montedoglio;
- attraversa poi l'Umbria scendendo da quota 300 a quota 50 m (alta valle tiberina).
- Alla fine del tratto collinare del percorso fu realizzata durante gli anni cinquanta una diga finalizzata alla generazione di energia elettrica, all'epoca destinata soprattutto alle Acciaierie di Terni, le cui acque alimentano due bacini artificiali: il lago di Corbara, direttamente a valle della diga, e il successivo piccolo lago di Alviano, 500 ettari di ambiente umido che ospitano un'oasi naturalistica.
Questo tratto finale del corso del Tevere in Umbria di circa 50 km costituisce il Parco fluviale del Tevere.
Da Città di Castello il fiume incrementa progressivamente nella portata, passando da 28 m³/s presso quest'ultimo centro a 56 dopo la confluenza con l'affluente Chiascio, a 70 dopo quella con il Nestore presso Marsciano, a 82 dopo la confluenza col Paglia, e a 271 dopo la confluenza con il Nera;
- Arrivato a Orte tra Umbria e Lazio, riceve le abbondanti acque del Nera, nel comune di Civita Castellana riceve le acque del fiume Treja quasi di fronte al torrente L'Aia tra le aree archeologiche di Foglia e Poggio Sommavilla, determinando una maggiore portata e i connotati fluviali. Le enormi anse si alternano a golene e aree ripariali: famoso è il fiasco che si può ammirare dai terrazzi alluvionali di Ponzano romano e Forano. Tra i comuni di Nazzano, Torrita Tiberina e Montopoli di Sabina riceve le acque del torrente Farfa, poco più a valle della confluenza nel Tevere, dopo la costruzione della diga Enel si è formato il Lago di Nazzano area umida tutelata dalla convenzione Ramsar[10] per l'aviofauna migratoria internazionale gestita dell'Ente Regionale Riserva naturale Nazzano Tevere Farfa, per la preservazione delle biodiversità. Nel comune di Capena riceve le acque dell'antico fiume Capenas il torrente Scorano, a Labaro frazione di Roma quelle del fiume Cremera.
- Lento attraversa Roma, ricevendo l'Aniene che gli incrementa a quasi 320 m³/s la portata media e infine, dopo altri 30 km, sfocia nel mar Tirreno a Ostia, in un delta di due soli bracci: uno naturale, detto Fiumara grande, e uno artificiale (il Canale di Traiano), che delimitano l'Isola Sacra a Fiumicino. Nell'antichità i bracci erano tre, essendo la foce del Tevere nei pressi di Ostia Antica.

Come si vede nel diagramma, il bacino del Tevere è ricco di affluenti e subaffluenti, ma il fiume riceve la maggior parte delle sue acque dalla riva sinistra, dove ha come adduttori principali il sistema Chiascio - Topino, il Nera (che raccoglie le acque del Velino) e l'Aniene. I maggiori tributari della riva destra sono il Nestore, il Paglia, e il Treja, a cavallo tra le province di Roma e Viterbo, attorno al quale, in consorzio fra i comuni di Mazzano Romano e Calcata, è stato costituito dal 1982 il Parco regionale Valle del Treja.
Le principali località attraversate sono Pieve Santo Stefano, Sansepolcro, Città di Castello, Umbertide, Orte e Roma. Passa anche nelle immediate vicinanze di Perugia, Marsciano, Deruta e Todi. Il fiume fu utilizzato per molti secoli come via di comunicazione: in epoca romana il naviglio mercantile poteva risalire direttamente fino a Roma, all'Emporio che era situato ai piedi dell'Aventino, mentre barche più piccole e adatte alla navigazione fluviale trasportavano merci e prodotti agricoli dall'Umbria, attraverso un sistema navigabile capillare che penetrava nella regione anche attraverso gli affluenti, in particolare Chiascio e Topino.

### Affluenti
Gli affluenti maggiori del Tevere – su un totale di 29 tra fiumi e torrenti – sono:
| Nome fiume | Lunghezza km | Portata m³/s | Principali affluenti |
| ---------- | ------------ | ------------ | -------------------- |
| Nera       | 116          | 168          | Velino, Corno        |
| Aniene     | 99           | 35           | nessuno rilevante    |
| Chiascio   | 82           | 19           | Topino               |
| Paglia     | 86           | 11           | Chiani               |
| Nestore    | 48           | 11           | Caina, Fersinone     |
| Treja      | 37           | 4            | nessuno rilevante    |
| L'Aia      | 31           | 1,2          | nessuno rilevante    |
| Naia       | 30           | 1,6          | Arnata               |
| Puglia     | 30           | 1,5          | nessuno rilevante    |
| Sovara     | 29           | 1            | nessuno rilevante    |
| Farfa      | 25           | 1,2          | nessuno rilevante    |
| Faena      | 21           | 0,7          | nessuno rilevante    |
| Cremera    | 35,8         | 2,9          | nessuno rilevante    |

I fiumi in sinistra idrografica hanno un carattere carsico, con portate abbastanza costanti, in special modo il Nera, 7º corso d'acqua italiano per portata con 168 metri cubi d'acqua al secondo. Invece i fiumi in destra idrografica hanno un carattere stagionale, con piene invernali anche di 800 metri cubi d'acqua al secondo e magre estive: i maggiori sono Nestore e Paglia, tra i principali responsabili dello storico evento calamitoso del 12 novembre 2012.

### Portata media mensile
Media anno 2013: 399,916 m³
Media totale: 324,547 m³
Dati portata fiume Tevere (Stagione 2013)

## Il Tevere a Roma

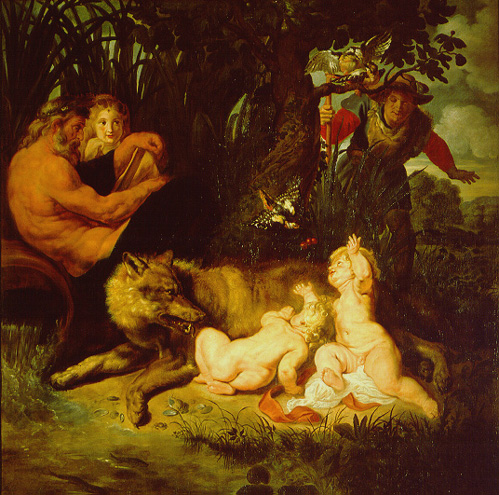
Romolo e Remo, la lupa, il Tevere e Rea Silvia, il fico e Faustolo, Rubens, 1616

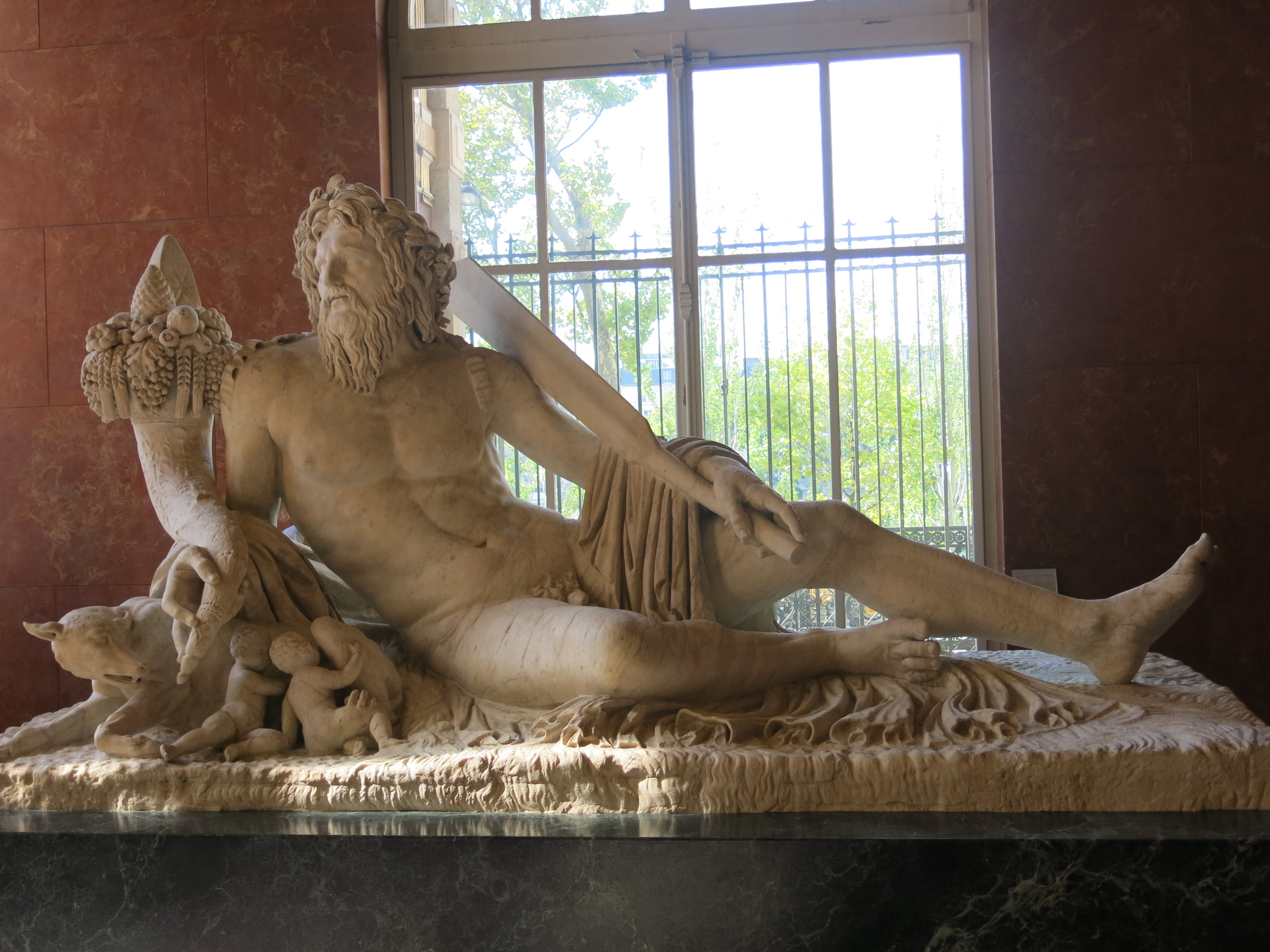
Tevere con Romolo e Remo, Parigi, Museo del Louvre

### L'antichità: leggende e usi del Tevere
Il Tevere, fin dalla sua nascita, è stato l'anima di Roma, e il fatto che la città gli debba la propria stessa esistenza è descritto già dalla prima scena della leggenda di fondazione, con Romolo e Remo nella cesta che, arenati sotto il ficus ruminalis, succhiano il colare zuccherino dei frutti in attesa di una vera poppata.
Tutti gli insediamenti preromani il cui convergere diede luogo alla Roma storica "vedevano" il Tevere, ma dall'alto e non da vicino (si pensi ad Antemnae, ad esempio), per evidenti ragioni di difesa e perché il Tevere è sempre stato un fiume soggetto a piene improvvise. Il punto in cui la pianura alluvionale era più sicuramente guadabile era l'Isola Tiberina, accanto alla quale (in quella zona che sarebbe poi divenuta il Foro romano a partire da un più modesto Foro boario) si localizzò in origine il punto di scambio tra le popolazioni etrusche che dominavano la riva destra (detta poi Ripa Veientana) e i villaggi del Latium vetus sulla riva sinistra (la Ripa Greca).
L'Isola era, inoltre, il punto fin dove le navi antiche, di basso pescaggio, potevano risalire direttamente dal mare. Poco a valle dell'Isola fu costruito (in legno, e tale rimase per diversi secoli) il primo ponte di Roma, il Pons Sublicius. Per le popolazioni arcaiche erano così importanti, questo ponte e la sua manutenzione, che in relazione a essi nacque il più antico e potente sacerdozio romano: il Pontifex.
Il fiume stesso era considerato una divinità, personificata nel Pater Tiberinus: la sua festa annuale (le Tiberinalia) veniva celebrata l'8 dicembre, anniversario della fondazione del tempio del dio sull'Isola Tiberina ed era un rito di purificazione e propiziatorio. Secondo Virgilio, durante la guerra fra troiani e italici Enea decapitò il giovane nemico Tarquito facendone poi rotolare testa e busto nella foce del Tevere.

### Porti e trasporti sul Tevere

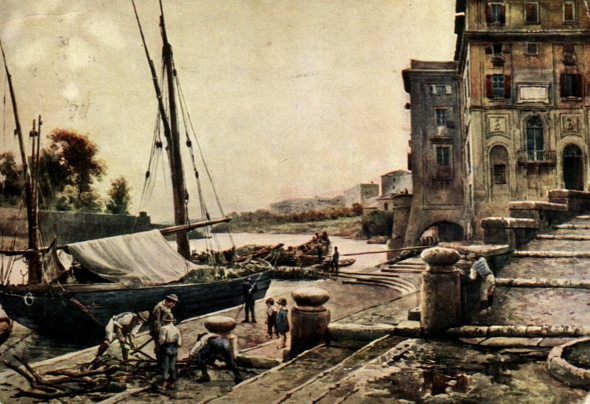
Il porto di Ripetta verso il 1880 (Ettore Roesler Franz)

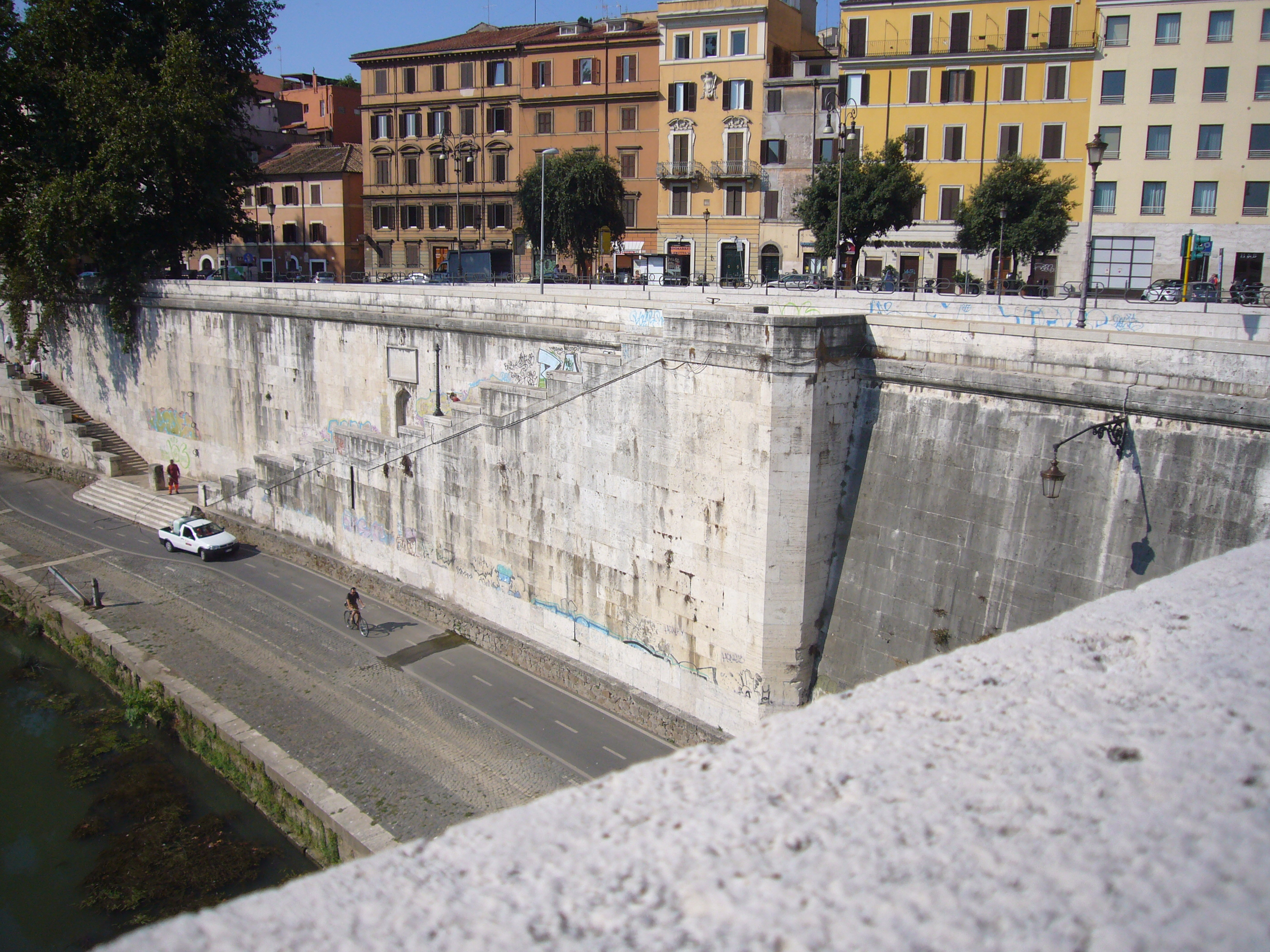
Il Porto Leonino oggi

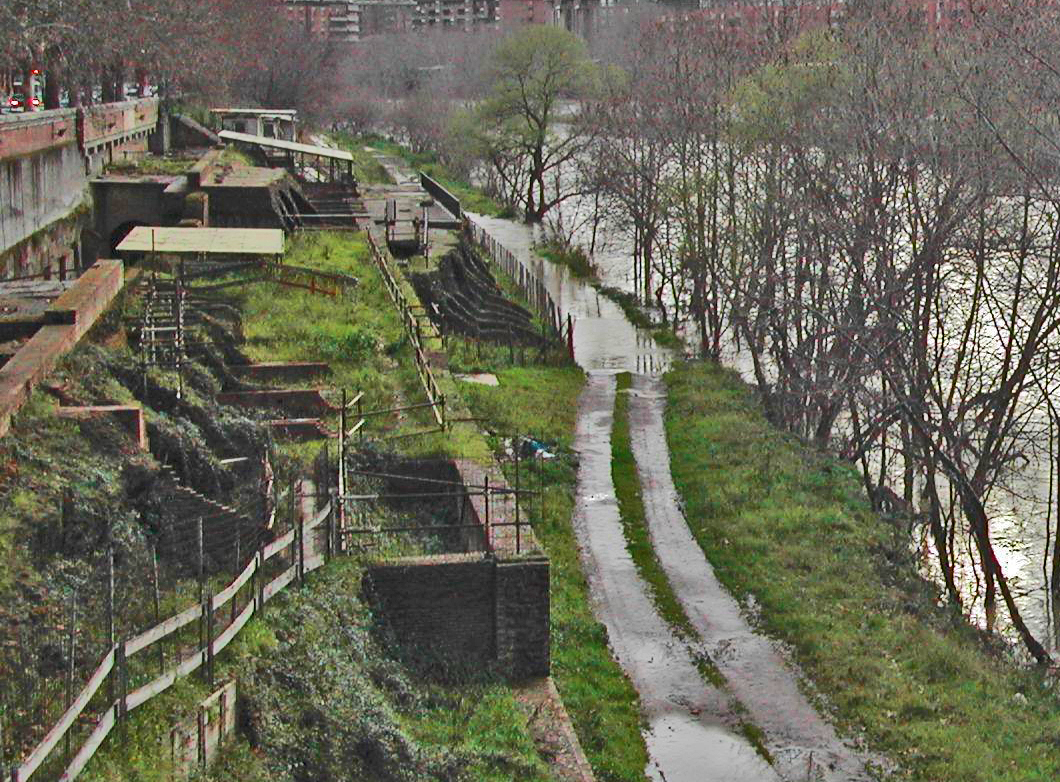
Resti dell'emporio romano a Testaccio

Progredendo l'interramento del fiume, le navi non poterono più arrivare come in epoca classica fino all'emporio (sotto l'attuale rione di Testaccio), ma merci e passeggeri continuavano a giungere a Roma via fiume, col metodo dell'alaggio, cioè su chiatte o barconi che venivano rimorchiati dalla riva: la forza motrice per risalire il Tevere, che nei periodi di magra non offriva più di due metri e mezzo di pescaggio, era generalmente costituita da buoi ma anche, al bisogno, da uomini. Il sistema era ancora in uso a metà dell'Ottocento, quando i buoi vennero sostituiti da rimorchiatori a vapore, che trascinavano tre o quattro chiatte, come avveniva sulla Senna fino a non molti anni fa.
Il porto dell'Emporium era stato abbandonato già in epoca medioevale, e il nuovo attracco si consolidò sulla riva destra (che era detta "Ripa Romea": era in effetti molto più comodo, per i pellegrini, sbarcare sulla riva dove era posto il Vaticano). Questo approdo era detto, per antonomasia, Ripa. Modificando il percorso delle mura a porta Portese, il porto venne ricostruito nel 1642 un po' più a monte, all'interno della cinta daziaria, in corrispondenza dell'ospizio di San Michele, e divenne il porto di Ripa Grande, dedicato a merci e uomini in arrivo da Ostia. Sulla riva sinistra, a monte di Castel Sant'Angelo, venne costruito nel 1704 il porto di Ripetta, dedicato soprattutto al traffico con il retroterra umbro. Ebbe sede qui l'idrometro storico del Tevere, installato nel 1821, e che aveva come zero idrometrico il settimo gradino della scalinata del porto stesso.
Più a valle sulla riva destra, poco più giù di porta Santo Spirito c'era un altro porto. Era detto "porto dei travertini" perché era stato utilizzato per i marmi destinati alla costruzione della basilica di San Pietro. Fu poi fatto ricostruire all'inizio dell'Ottocento (1827) da Leone XII, come porto di servizio della città Leonina e da lui prese il nome. Il porto fu dotato in quell'occasione anche di una fontana che utilizzava il condotto dell'acqua lancisiana che era stato riattivato sotto Pio VII; il mascherone che l'adornava è quello che arricchisce oggi la fontana fuori dal giardino degli Aranci. Un secolo dopo, la costruzione dei muraglioni e l'abbandono del trasporto fluviale lo obliterarono completamente. Ne rimane la traccia nella doppia scala che scende alla banchina da piazza della Rovere, e nella lapide a memoria dei lavori, che è stata conservata.

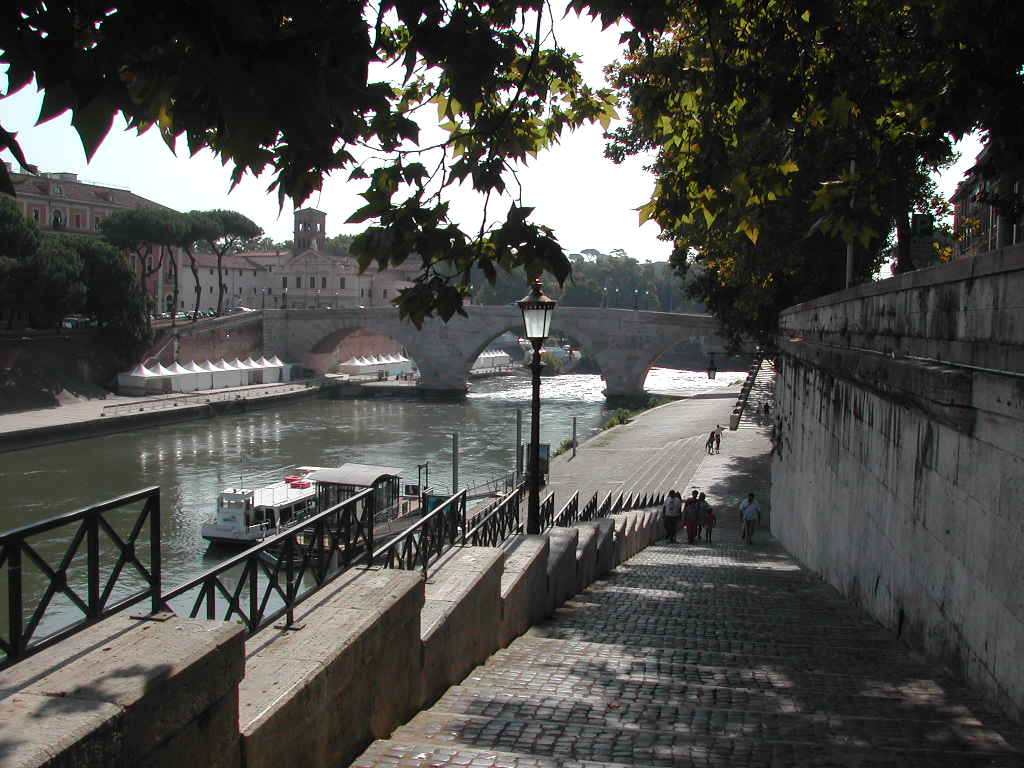
Imbarco dei battelli turistici a ponte Garibaldi (di fronte, l'Isola Tiberina)

Sul Tevere navigavano imbarcazioni di tutti i tipi (anche a vela: per discendere il fiume da Orte ci volevano tre giorni). Oltre alle chiatte trainate da rimorchiatori, alle barchette dei pescatori, c'erano anche piccole barche per trasbordare le persone da una riva all'altra: non si dimentichi che fino alla caduta dello Stato Pontificio i ponti cittadini sul Tevere erano soltanto cinque: ponte Mollo, ponte di Castello, ponte Sisto e i due ponti attraverso l'isola Tiberina, ponte Cestio e il ponte dei Quattro Capi.

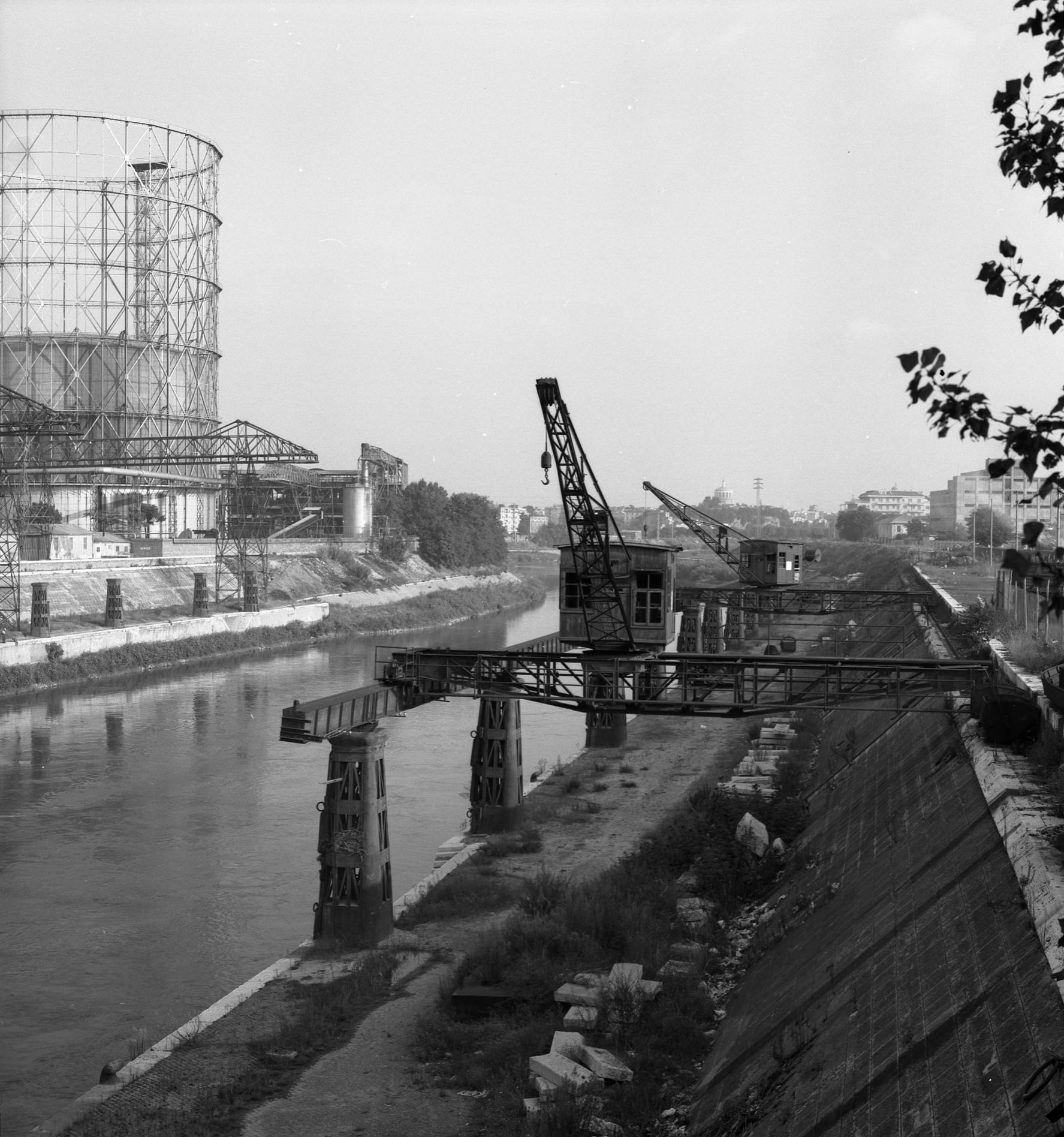
Il porto fluviale (1967)

Per via fluviale, circumnavigando l'Italia dal lago Maggiore al Ticino, al Po, all'Adriatico e infine risalendo il Tevere fino ai piedi della basilica con un viaggio di quattro anni, arrivarono dalle cave di Baveno e Montorfano le 150 colonne monolitiche di marmo bianco del nuovo portico della basilica di San Paolo fuori le mura.
L'ultimo grande trasporto via fiume, su una chiatta di cemento appositamente costruita, fu quello effettuato nel 1929, dei marmi provenienti dalle Alpi Apuane e destinati all'obelisco del Foro Italico, fin dove risalirono, appunto, via fiume.

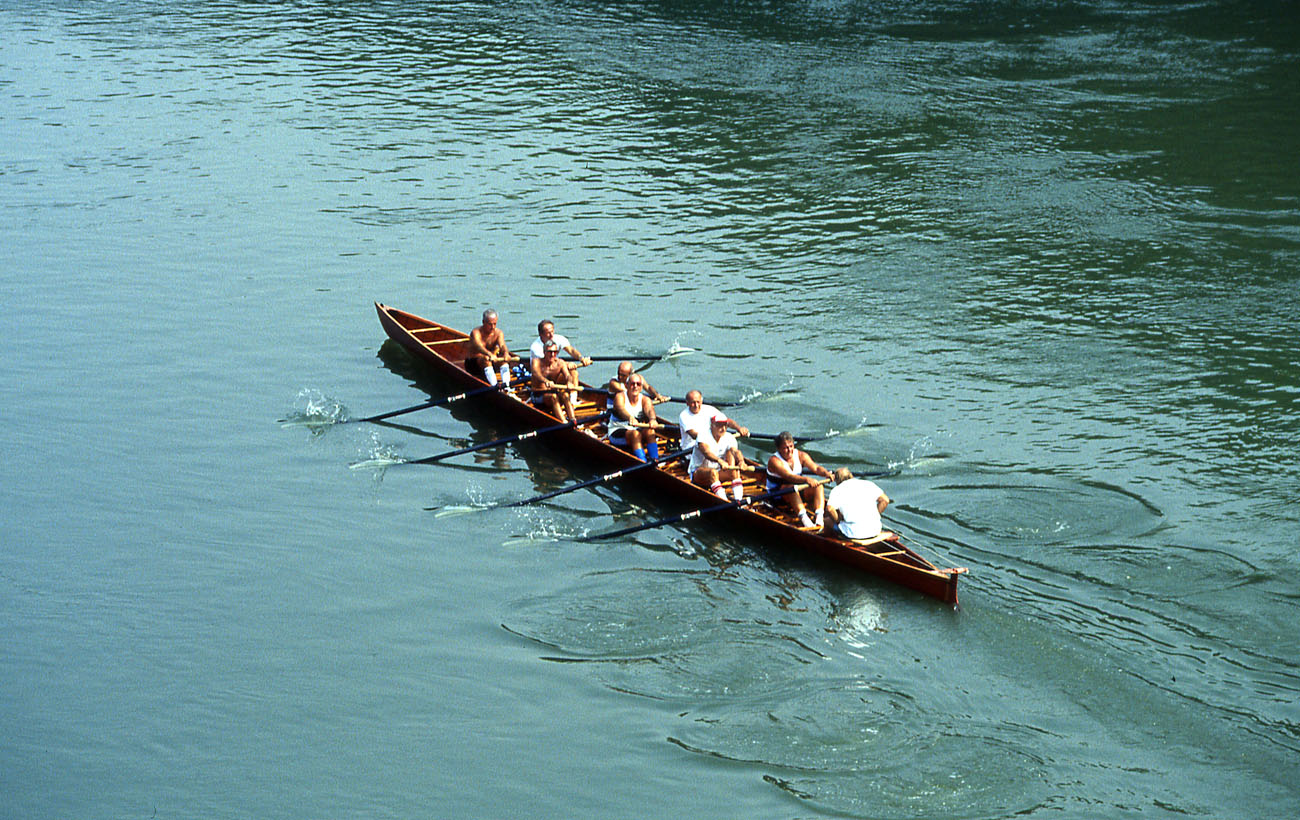
Canottieri sul Tevere

Lo sviluppo del trasporto stradale e ferroviario, la costruzione nel tempo di ben 23 dighe di sbarramento lungo l'intero bacino e il progressivo interramento del basso corso del fiume hanno completamente annullato questo utilizzo (durato fin verso la metà dell'Ottocento), e ormai la navigazione fluviale si limita a fini sportivi (canottaggio) e turistici, con battelli che dalla fine degli anni novanta percorrono tratti del corso romano del fiume.
A causa delle soglie costruite all'altezza dell'Isola Tiberina per regolare e armonizzare il flusso del fiume, la navigazione sul fiume è divisa in due tratte, una verso monte, dall'isola a ponte Risorgimento, l'altra verso il mare, da ponte Marconi a Ostia Antica. Va tenuto presente, quando si riflette sull'uso del Tevere, che attualmente sono 36 i soggetti pubblici che hanno titolo a intervenire sul Tevere: il numero rende evidenti, da solo, le difficoltà che presenta ogni nuovo progetto d'uso o di intervento.

### Le "mole"

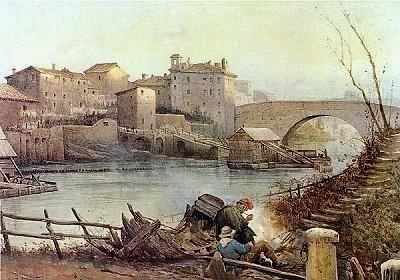
Roesler Franz, I molini all'Isola

Un'altra presenza sul fiume, che datava dal Medioevo e della quale ora non c'è più traccia, erano i molini ad acqua (a Roma detti "mole", anche nel linguaggio ufficiale della burocrazia annonaria), ancorati in gran parte vicino all'Isola Tiberina.
La storia delle mole a Tevere iniziò quando Vitige, tagliando durante l'assedio del 537 l'acquedotto Traiano che forniva energia ai mulini installati sul Gianicolo, costrinse Belisario a cercare una nuova soluzione per l'approvvigionamento di farina dei romani assediati. La soluzione trovata fu quella di installare coppie di barche incatenate: ogni coppia era dotata, al centro, di una ruota che azionava le macine di pietra alloggiate sulle barche stesse. La prima coppia era incatenata alle rive del fiume presso il Ponte di Agrippa (l'attuale Ponte Sisto), le altre erano collegate alla prima. A monte di questo sistema di molini galleggianti furono installate palafitte di riparo, allo scopo di deviare i tronchi con i quali i Goti cercavano di travolgerlo.
Nei secoli successivi si continua ad avere notizie dei molini sul Tevere - anche se non se ne hanno rappresentazioni sulle mappe fino alla fine del Quattrocento - che appaiono però dislocati più a valle, verso l'Isola Tiberina.

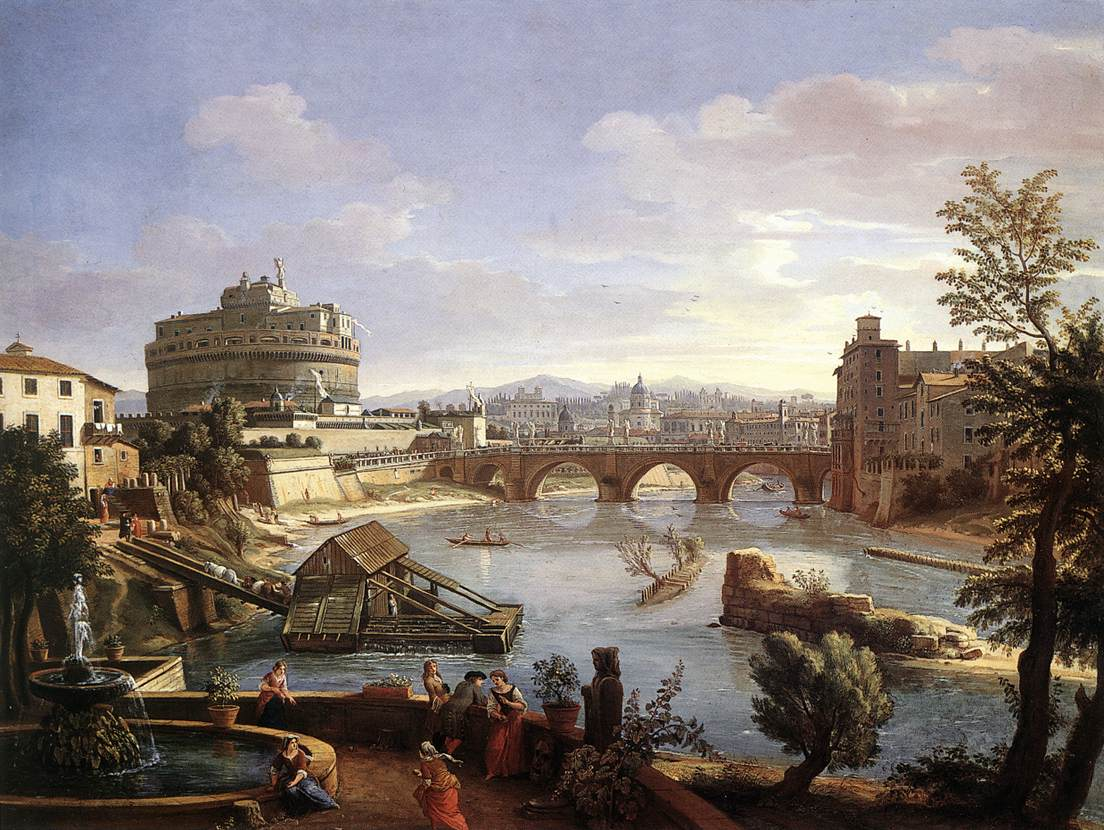
Gaspar van Wittel, veduta di Castel Sant'Angelo con la mola

La collocazione attorno all'Isola non fu però mai esclusiva: ci furono mole sull'ansa a monte di Ponte Sisto sia sulla riva sinistra (esiste ancora in fondo a via Giulia, una via delle Mole dei Fiorentini), sia sulla riva destra sotto Santo Spirito in Sassia, all'altezza all'incirca del Ponte Neroniano. A un certo punto dell'Alto Medioevo (non si sa quando), i molini furono ancorati singolarmente alla riva, assumendo la struttura che conosciamo dalle rappresentazioni. L'impianto era costituito da:
- un manufatto detto "torretto", sulla riva, a cui era legata, con catene di ferro, la mola[17];
- un arco in muratura che poggiava da una parte sulla riva e dall'altra nel fiume;
- a questo si appoggiava una passerella di legno, che collegava il sistema alla terra, consentiva di movimentare (a dorso d'asino) i carichi di cereali e di grano, e ammortizzava le variazioni di altezza del fiume;
- la passerella portava all'imbarcazione più ampia, coperta e sormontata da una croce, nella quale era alloggiata la macina e avveniva la lavorazione;
- la ruota, orizzontale, installata per traverso alla corrente, che trasmetteva il proprio movimento alla macina;
- un'altra imbarcazione più piccola (detta "barchetto"), che supportava l'asse della ruota verso il centro del fiume.

### Alluvioni

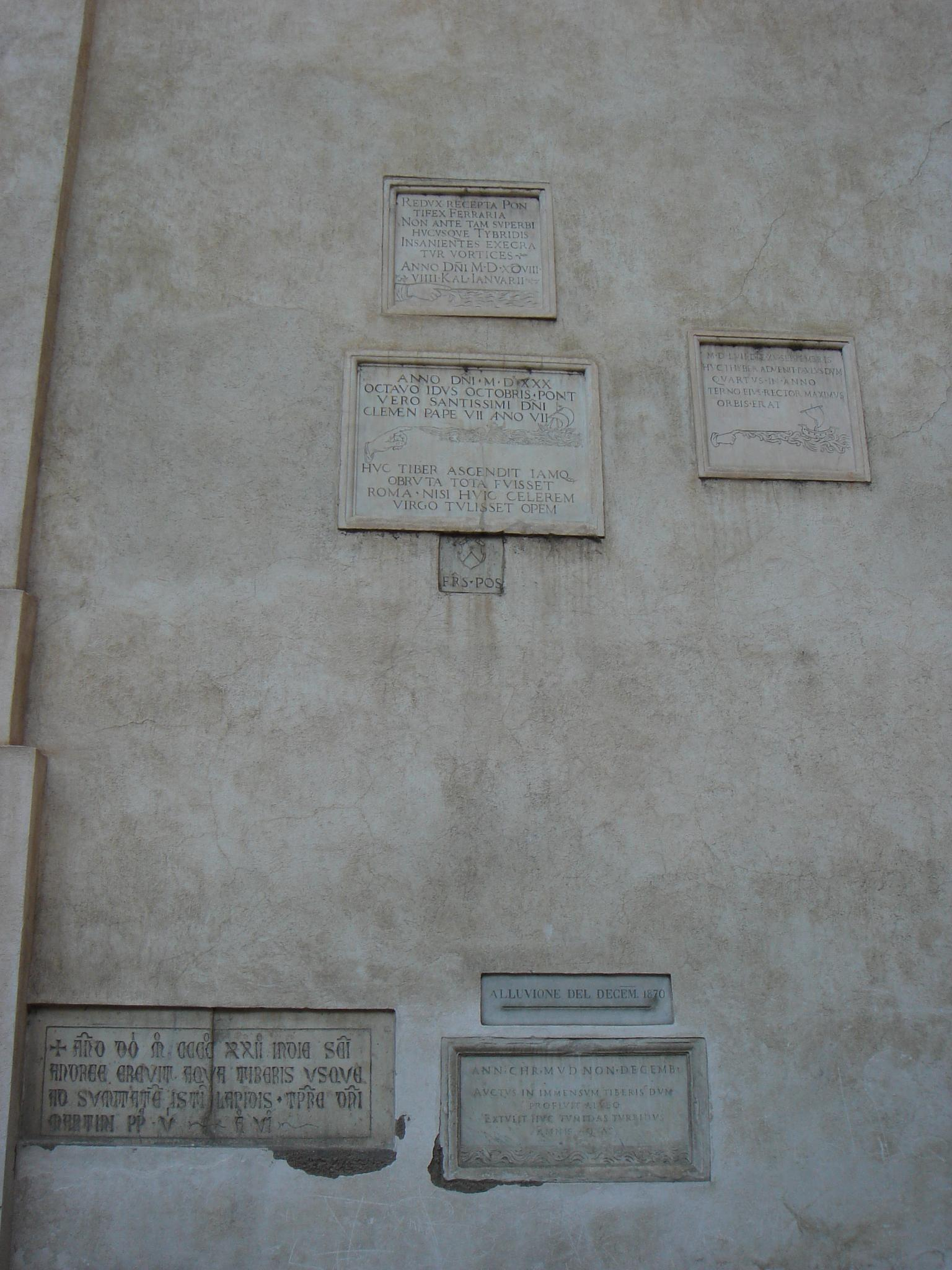
Memorie delle alluvioni del Tevere nei secoli a Santa Maria sopra Minerva

I muraglioni di contenimento dei Lungotevere, rendono oggi difficile immaginare quanto "fluviale" potesse essere la città antica e quanto lo fosse ancora un secolo fa. Ma questa connessione con il fiume, che certo era una risorsa economica notevole, era anche - da sempre - ad alto rischio. Già Livio attesta che le piene del Tevere, spesso disastrose (come quelle del 215 a.C.), erano ritenute dal popolo romano annunciatrici di eventi importanti o punizione degli dei irati, e certo comportavano - oltre che distruzioni - epidemie causate dal ristagno delle acque.
Le grandi piene (mediamente almeno 3 o 4 per secolo) sono sempre arrivate a Roma dalla via Flaminia: a valle dell'ultima confluenza con l'Aniene il fiume, libero fin lì di distendersi su territori pianeggianti e praticamente golenali, incontrava costruzioni e ponti che lo ostacolavano (ripetutamente il Pons Sublicius era stato trascinato via dalle alluvioni) e si incanalava rovinoso per vie e piazze.
Cesare immaginò di raddrizzare i meandri urbani del fiume deviandolo attorno al Gianicolo (cioè facendogli evitare Trastevere e la pianura dei Fori) e canalizzandolo attraverso le Paludi Pontine in direzione del Circeo. Augusto, di temperamento più realista e "amministrativo", dopo aver nominato una commissione di 700 esperti si limitò a disporre la pulizia dell'alveo fluviale e a istituire una magistratura apposita, i Curatores alvei et riparum Tiberis, carica che Agrippa tenne per tutta la vita. Gli esperti di Tiberio suggerirono di deviare le acque del Chiani verso l'Arno, ma per l'opposizione dei fiorentini non se ne fece nulla (il progetto fu riesumato - e ugualmente abbandonato - nel 1870). A Traiano si deve il completamento del canale di Fiumicino (la cosiddetta Fossa Traiana) iniziato da Claudio, funzionale alla navigabilità del fiume, ma anche a migliorare il deflusso delle acque verso il mare. L'ultimo imperatore che dispose una pulizia radicale dell'alveo e un'arginatura del fiume fu Aureliano.

### Il drizzagno del Tevere
Incessantemente Roma nei secoli venne allagata dalle piene del Tevere, un vero flagello per l'Urbe. Ancora sui vecchi muri del centro storico vi sono lapidi che ricordano il livello delle acque raggiunto da quelle alluvioni (vedi la foto sopra). L'ultima grande alluvione avvenne nel dicembre 1937 allorché il governo fascista decise di ampliare notevolmente il progetto già in attuazione dal 1936 da parte del Ministero dei Lavori Pubblici e quello dell'Aeronautica, ora con i cantieri allagati. Questo progetto prevedeva, tra l'altro, di accorciare il corso del Tevere per aumentare il deflusso delle acque verso il mare. Ciò era possibile tagliando un'ansa del fiume di circa 8 km che si trovava in località Spinaceto, a valle di Roma, realizzando il drizzagno del Tevere. I lavori ripartirono su vasta scala dal 1938, scavando un nuovo alveo rettilineo di oltre 1 km di lunghezza insieme a colossali lavori di sbancamento che portarono i nuovi argini del Tevere a ben 400 metri di larghezza, creando un alveo capace di contenere anche le piene più copiose. Il 12 agosto del 1940 l'allora capo del governo Mussolini inaugurò il drizzagno facendo esplodere gli ultimi diaframmi e deviando le acque nel nuovo alveo artificiale. Già dall'inverno del 1940 questo invaso, assieme al nuovo drizzagno, scongiurò il pericolo di altre grandi alluvioni, alluvioni che da allora a Roma non si verificarono più per straripamento del Tevere.

### Idrometri
Il porto di Ripetta fu demolito nel 1893 per costruire il Ponte Cavour, fondamentale per l'urbanizzazione del nuovo rione dei Prati di Castello e l'idrometro sistemato sul muro laterale della chiesa di San Rocco. In corrispondenza del nuovo ponte, cinque anni dopo venne sistemato il nuovo idrometro, con lo stesso zero idrometrico. L'attuale stazione idrometrica è situata, dal 1941, cinque chilometri più a valle, a Porta Portese (via Portuense 49).
Le osservazioni sulla portata del Tevere a Roma, iniziate nel 1782 per iniziativa dell'abate Giuseppe Calandrelli, direttore dell'Osservatorio astronomico e meteorologico di Collegio Romano, costituiscono ad oggi la serie storica più rilevante tra le osservazioni sistematiche dei fiumi italiani.

### Muraglioni

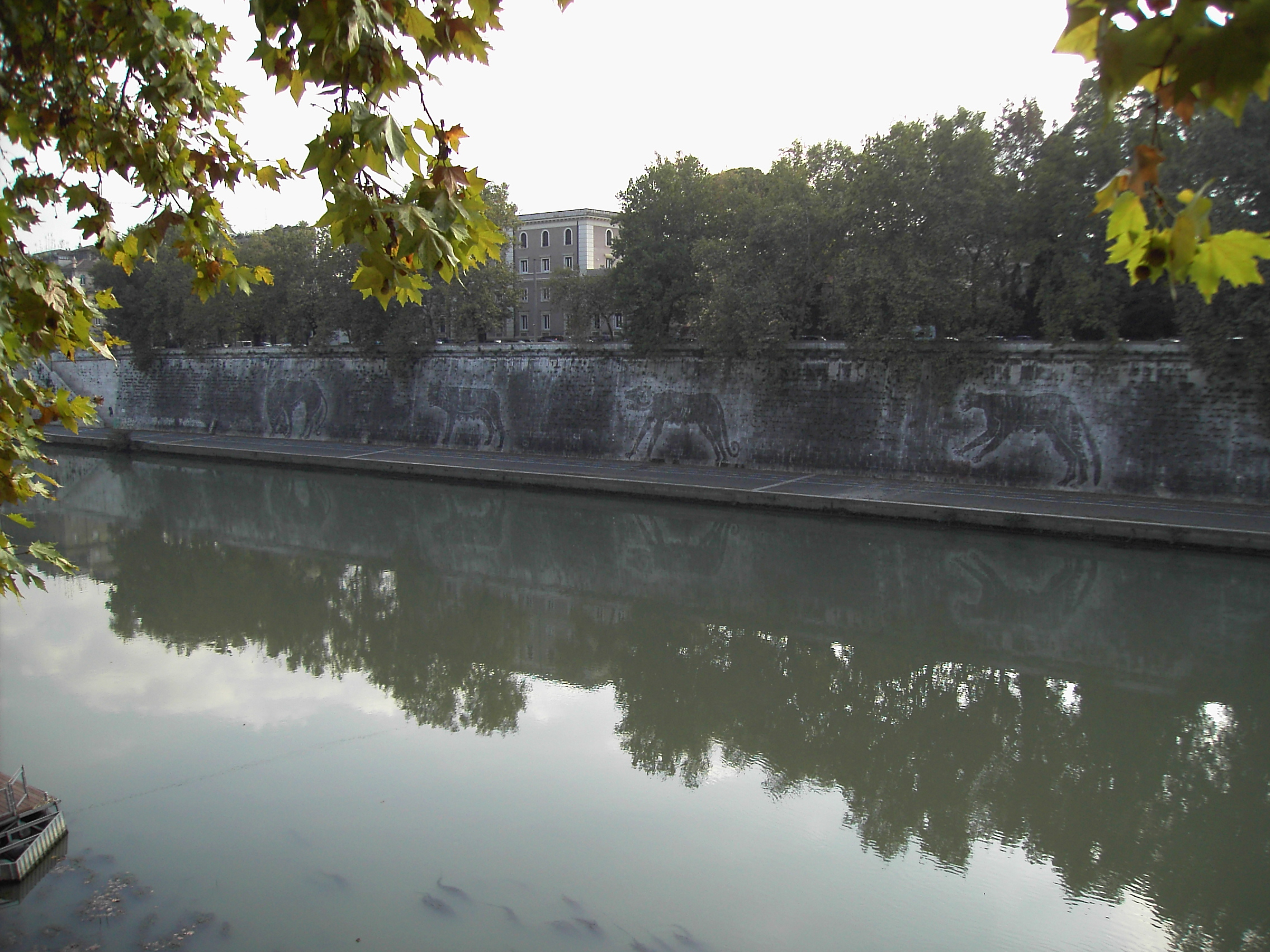
Lupe sui muraglioni

La spinta definitiva a riprendere l'elaborazione di un sistema di difesa della città dalle furie del suo fiume venne certamente dalla disastrosa alluvione del 28 dicembre 1870. L'inondazione arrivò, quella volta, a più di 17 metri oltre il livello normale del fiume (praticamente fino a piazza di Spagna). Il 1º gennaio 1871 fu nominata un'apposita Commissione di studio che in quattro anni non produsse risultati. Nel 1875 Garibaldi, arrivato a Roma come parlamentare, risuscitò l'idea di Cesare di deviare il corso del fiume presentando una proposta in merito. L'ipotesi suscitò gran dibattito, apparendo ad alcuni quasi blasfema, ma facendo balenare ad altri il sogno di ritrovamenti di smisurati tesori, archeologici o propriamente preziosi, inabissati nel fiume lungo i secoli.

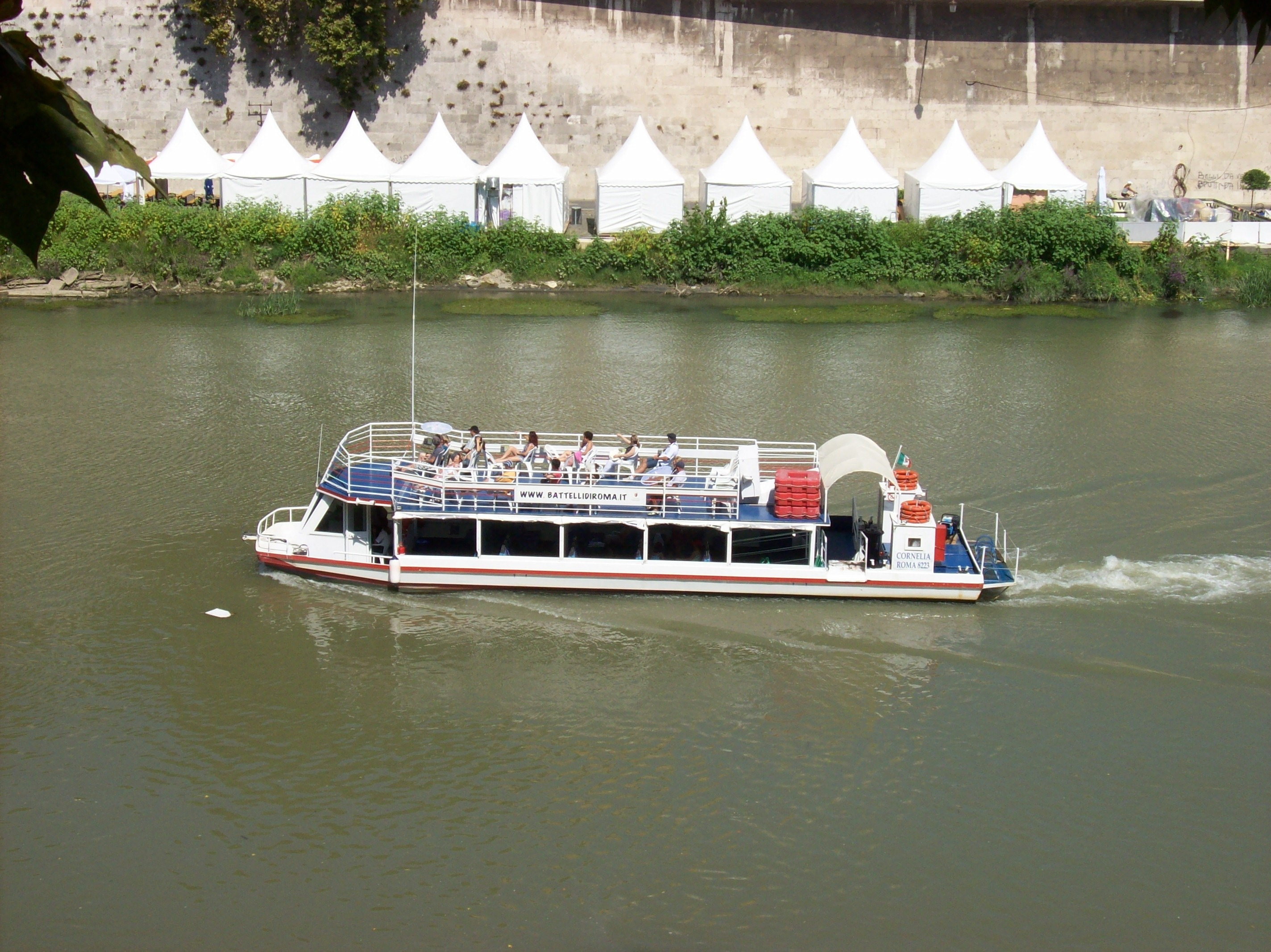
Navigazione turistica sul Tevere

La proposta di Garibaldi risuscitò comunque la Commissione, che il 23 settembre non approvò il progetto di Garibaldi, ma quello conservativo dell'ingegnere Raffaele Canevari. Esso prevedeva l'arginatura del corso del fiume da Ponte Milvio alla Basilica di San Paolo fuori le mura, la "rimozione dei ruderi ed escavamento del fondo dell'alveo" e una stabilizzazione della sua ampiezza a 100 metri, lo "studio della situazione di un porto in luogo di quello di Ripetta nella località che si troverà più opportuna", scongiurando però l'ipotesi, che pure era stata avanzata, dell'interramento del braccio sinistro del fiume a lato dell'Isola Tiberina (quello del Ponte Quattro Capi), e quindi la sua scomparsa.
Alla fine del 1876 il Governo assegnava l'appalto del primo lotto dei lavori, che durarono 25 anni. Il Porto di Ripetta non fu mai ricostruito, ma una nuova piena disastrosa del fiume nel 1900, che superò i 16 metri, mostrò che il contenimento fornito dai muraglioni funzionava (anche se alla fine crollarono 125 metri di argine tra Ponte Garibaldi e Ponte Cestio). L'ultimo tratto dell'opera, sotto l'Aventino, fu completato nel 1926, a cinquant'anni dall'inizio.

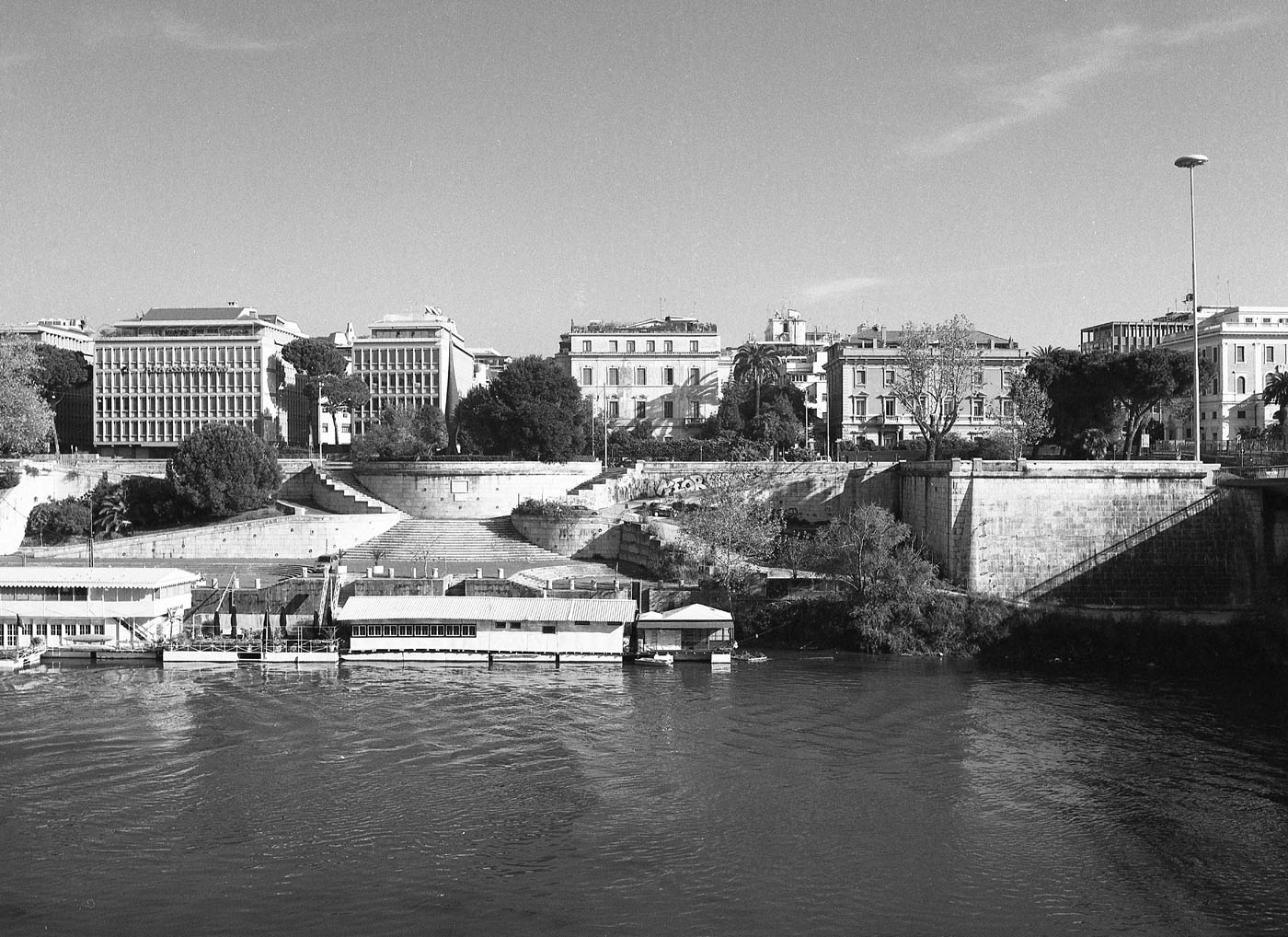
Lo scalo de Pinedo, sulla riva sinistra del fiume, fu costruito alla fine del XIX secolo per compensare la demolizione del Porto di Ripetta.

Salvata dalle esondazioni e bonificata dall'umidità che ristagnava nelle fondazioni dei rioni cresciuti lungo il Tevere, la città perse tuttavia il contatto con il suo fiume. Le demolizioni che furono effettuate per far spazio all'arginatura, e la standardizzazione dell'altezza delle rive fecero sì che alcune delle strade storiche che corrono a lato del fiume restassero al di sotto del livello dei Lungotevere (è sufficiente, per rendersene conto, una passeggiata in Via Giulia), e che andasse in parte smarrito il senso delle situazioni urbanistiche e architettoniche di molti edifici, anche importanti, che erano stati costruiti sulle rive, dotati di giardini e approdi sul fiume - si pensi ad esempio, a Palazzo Falconieri, o alla Villa Farnesina alla Lungara.
Con i muraglioni e l'inquinamento urbano scomparvero anche - un po' più lentamente ma irrevocabilmente - figure legate al fiume, come i barcaioli o i fiumaroli, e le loro attività commerciali ed artigiane.

### Navigabilità

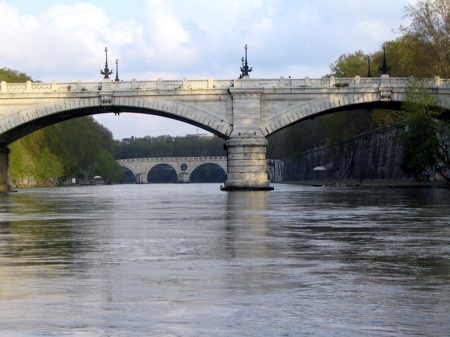
Il Tevere a Roma

Attualmente il Tevere nella città di Roma è parzialmente navigabile da piccole imbarcazioni, canoe e battelli, in alcuni tratti a partire dalla diga di modulazione di Castel Giubileo a nord fino alla foce a Ostia a sud, a causa della presenza di alcune rapide (per esempio nei pressi dell'Isola Tiberina) e bassifondi. Sul Tevere è posta una delle sedi del famoso Circolo Canottieri Aniene. Ogni anno, da ormai circa quarant'anni, la Discesa Internazionale del Tevere percorre il fiume in canoa da Città di Castello fino a Roma.

## San Cesareo di Terracina, invocato contro le inondazione del Tevere

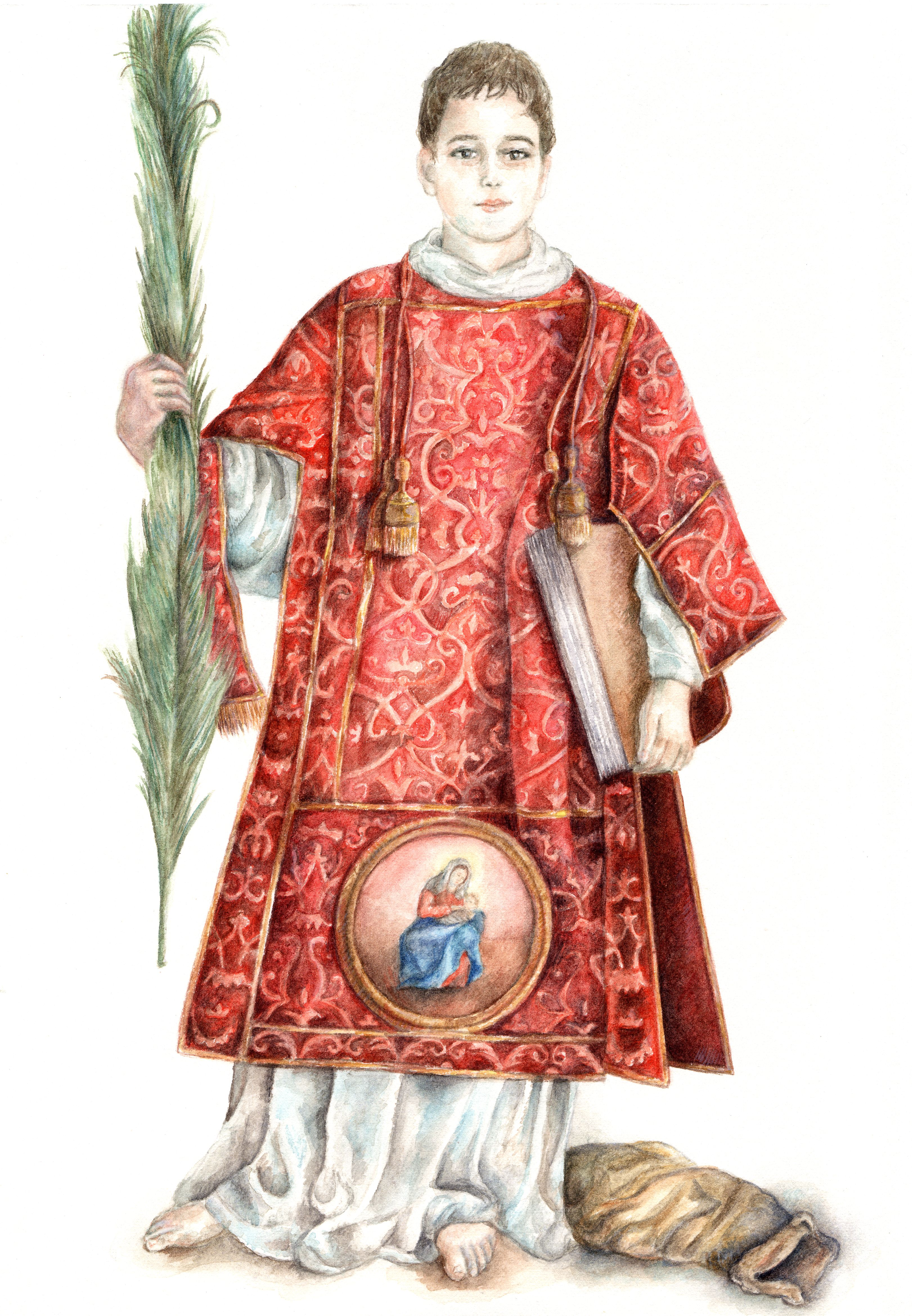
San Cesareo di Terracina, invocato contro le inondazioni del Tevere

San Cesareo diacono e martire, condannato a essere annegato nel mare di Terracina, è da sempre invocato contro le inondazioni del Tevere; infatti la Chiesa di San Cesareo de Arenula a Roma era situata proprio nei pressi del fiume, nel rione Regola, edificata presso "l'Onda" in riferimento alle innumerevoli inondazioni del Tevere che interessarono in passato la zona. Inoltre, la Chiesa di San Salvatore in Onda originariamente era dedicata al Salvatore e a San Cesareo diacono, ma siccome a quest'ultimo era intitolata anche la Chiesa di San Cesareo de Arenula, situata nello stesso rione, vi fu la riduzione a una sola intitolazione. Il diacono Cesareo è invocato anche contro gli annegamenti, alludendo alla modalità di esecuzione del suo martirio.
È interessante rilevare che la Porta di San Cesareo a Orte (edificata nel 1449) consentiva il collegamento tra il centro urbano e il ponte sul Tevere; in questa località esisteva anche una chiesa (già scomparsa nel Cinquecento) dedicata al diacono Cesareo di Terracina, santo invocato contro le inondazioni e gli annegamenti.

## Ceneri di artisti famosi disperse nel Tevere
Tra le personalità di cui sono state sparse le ceneri nel Tevere figurano:
- Rosario Bentivegna (1922 - 2012), partigiano.
- Carla Capponi (1918 - 2000), partigiana e politica.
- Aldo Donati (1947 - 2014), cantautore, attore e personaggio televisivo.

## Il Tevere nelle vedute di Roesler Franz

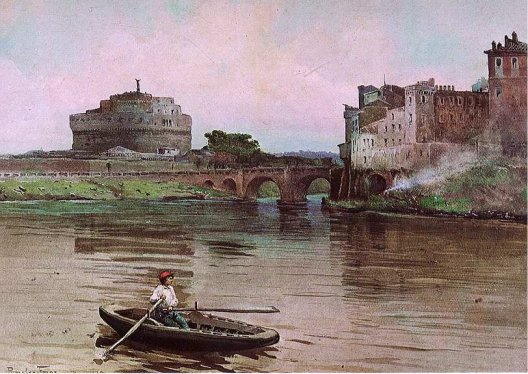
Tevere a Castel Sant'Angelo
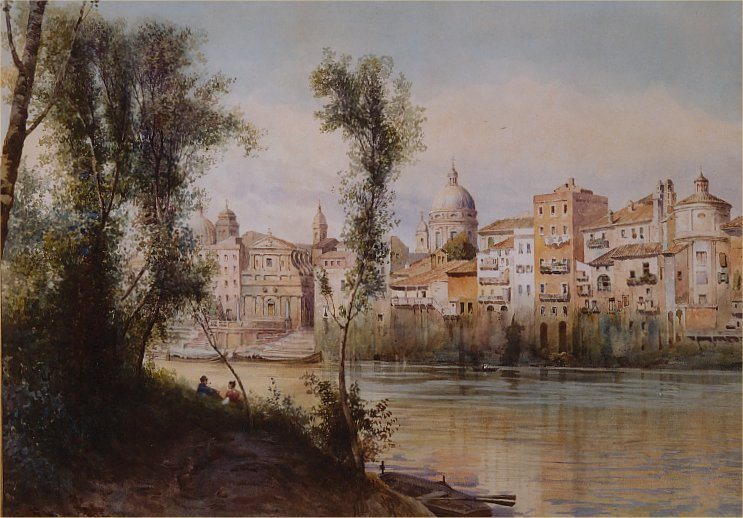
Il porto di Ripetta e Monte Brianzo
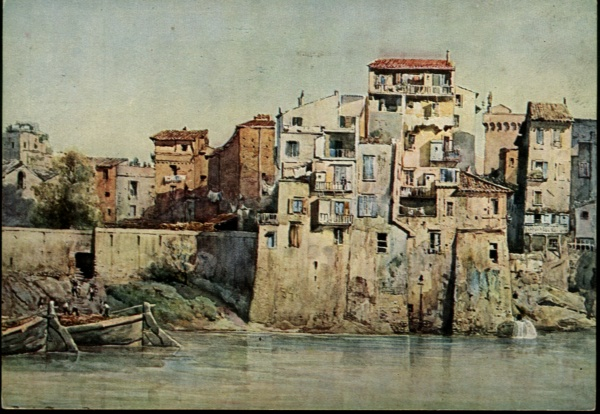
Tevere a Monte Brianzo
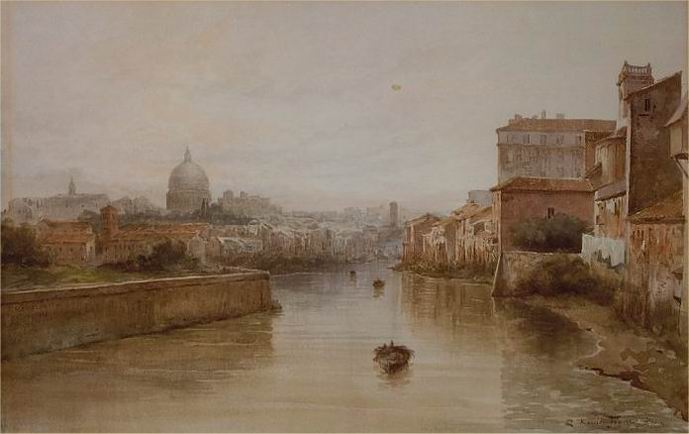
Tevere a Ponte Sisto
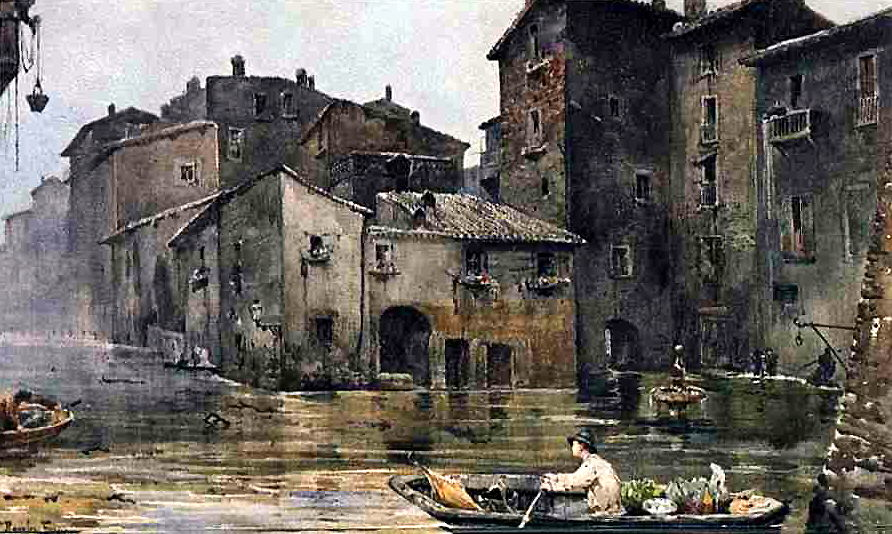
Via della Fiumara allagata, al Ghetto
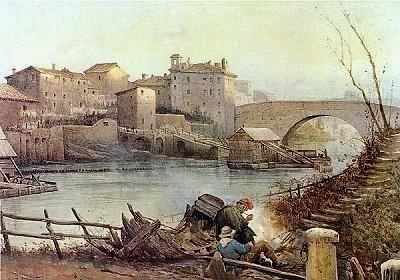
L'Isola Tiberina verso Ponte Cestio
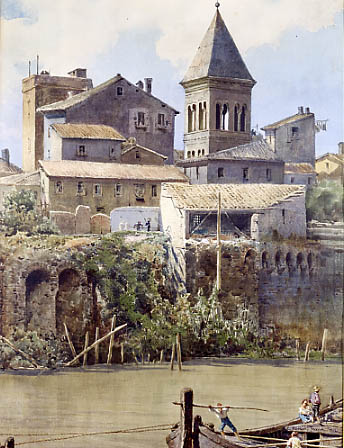
Tevere a San Crisogono
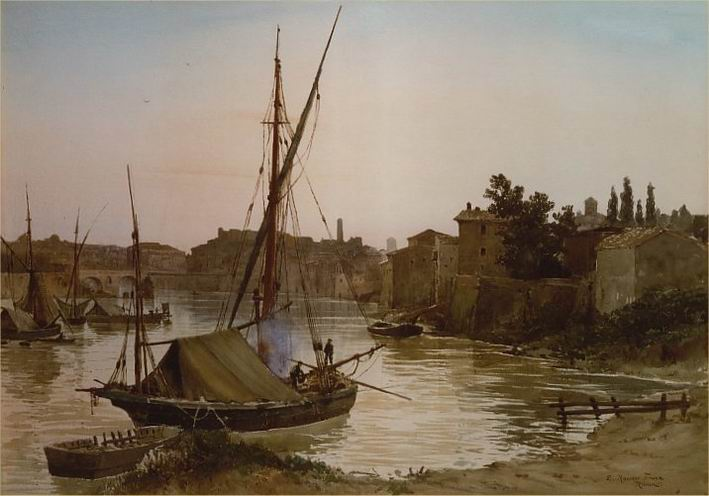
Il Porto di Ripa Grande
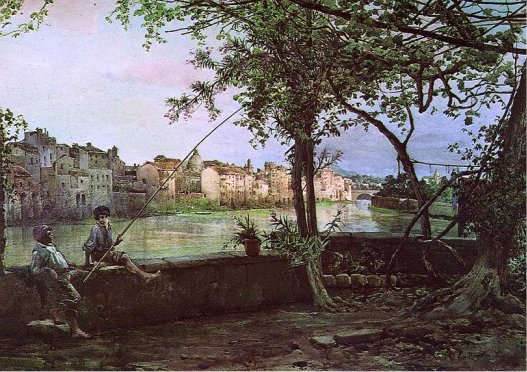
Dai giardini della Farnesina